# 檜垣嫗

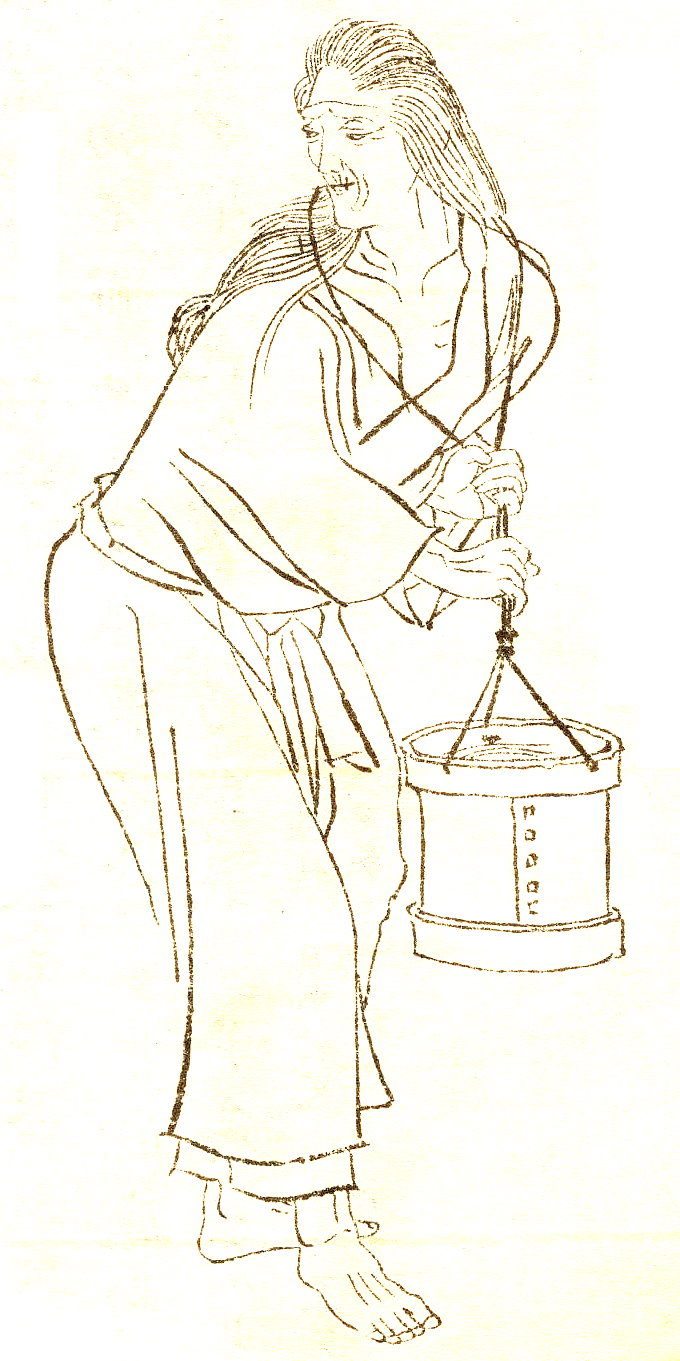
菊池容斎『前賢故実』より

檜垣嫗（桧垣媼、ひがきのおうな）は、生没年不詳、平安時代中期（10世紀）の女性歌人。様々な伝説に包まれ、その正体は詳らかでない。『檜垣嫗集』は、歌物語風に仕立てられた家集である。ただし、檜垣の歌と認められているものは3首のみであり、同書は後人による仮託の書であることが定説となっている。
『後撰和歌集・巻第十七・雑三』、1219番の詞書と付記によれば、筑紫の白河という所に住んでいた「名高く、事好む女」で、大宰大弐・藤原興範（844年 - 917年）に水を汲むよう乞われると、「年ふればわが黒髪も白河の　みづはくむまで老いにけるかも」と詠んだという。この歌は零落した身の上を詠んだものだが、歌を詠みかけた相手が、家集では肥後守・清原元輔（908年 - 990年）、『大和物語』では藤原純友の乱の追捕使・小野好古（884年 - 968年）となっており、歌の本文も、
- おいはてて頭の髪は白河の　みづはくむまでなりにけるかな（『檜垣嫗集』）
- むばたまのわが黒髪は白河の　みづはくむまでなりにけるかな（『大和物語』）

のように、三通りある。また｢大和物語｣では｢檜垣の御｣と呼ばれており「嫗」の文字は見えない。説話の内容、その年代といずれもまちまちではあるが、風流で名を知られた女性であった、という点では一致している。
檜垣は清原元輔と親交を結び、肥後守の任期が終わって帰京する彼を送別する際「白川の底の水ひて塵立たむ　時にぞ君を思い忘れん」と詠んだという。また、鎌倉時代に書かれた『無名草子』では、元輔の娘・清少納言を檜垣との間に生まれた子であるかのように記述しているが、現在では俗説の類に過ぎないと評価されている。
熊本県の蓮台寺は、檜垣嫗が草庵を結んだ跡といい、境内には「檜垣石塔」も残る。

## 創作
室町時代、世阿弥の能『檜垣』によりその名は広く知られるようになった。肥後国岩戸で修行をする僧の前に老女が現れ、年ふればわが黒髪もと歌ったのは自分であり、白拍子として美しさを誇った生前の罪によって死後も苦しむ我が身を語る。僧の弔いを受け老女の霊は華やかかりし昔日の舞を舞って姿を消すという筋である。